# 瓦扎國家公園
瓦扎國家公園是喀麥隆的國家公園，位於極北省，佔地170平方公里，該自然保護區於1934年成立，在1968年成為國家公園，1979年被聯合國教科文組織劃入生物圈保護區，野生動物有獅子、非洲象、赤羚、疣豬、馬羚、赤額瞪羚、白眼潛鴨、烏鵰、黃爪隼和鴕鳥。